# امیر لاوری
امیر لاوری (انگلیسی: Amir Lowery؛ زادهٔ ۲۶ دسامبر ۱۹۸۳) بازیکن فوتبال اهل ایالات متحده آمریکا است.
از باشگاه‌هایی که در آن بازی کرده‌است می‌توان به باشگاه فوتبال مونترال، باشگاه فوتبال کلرادو رپیدز، باشگاه فوتبال سن‌خوزه ارث‌کوئیکز، باشگاه فوتبال اسپورتینگ کانزاس‌سیتی، و باشگاه فوتبال هونکا اشاره کرد.